# Garden City (Geórgia)
Garden City é uma cidade localizada no estado americano de Geórgia, no Condado de Chatham.

## Demografia
Segundo o censo americano de 2000, a sua população era de 11.289 habitantes.
Em 2006, foi estimada uma população de 9477, um decréscimo de 1812 (-16.1%).

## Geografia
De acordo com o United States Census Bureau tem uma área de
37,8 km², dos quais 37,8 km² cobertos por terra e 0,0 km² cobertos por água. Garden City localiza-se a aproximadamente 5 m acima do nível do mar.

## Localidades na vizinhança
O diagrama seguinte representa as localidades num raio de 16 km ao redor de Garden City.